# The Parallax View
The Parallax View és un thriller polític estatunidenc del 1974 dirigit i produït per Alan J. Pakula, i protagonitzat per Warren Beatty, Hume Cronyn, William Daniels i Paula Prentiss. La pel·lícula va ser adaptada per David Giler, Lorenzo Semple Jr. i un no acreditat Robert Towne d'una novel·la de 1970 per Loren SInger. La història explica la investigació d'un periodista en una organització secreta, The Parallax View, l'objectiu primari de la qual és l'assassinat polític.
The Parallax View és el segon lliurament de la trilogia de Pakula sobre Paranoia Política, juntament amb Klute (1971) i Tots els homes del President (1976). A més de ser l'única pel·lícula de la trilogia no distribuïda per Warner Bros. Pictures, The Parallax View és també l'única en no nominada per un Oscar.

## Argument
El senador Carroll, candidat demòcrata a les eleccions presidencials americanes, ha estat assassinat el 1971, en una conferència de premsa, per un dels servidors. Una comissió d'investigació no contempla la hipòtesi de conspiració i conclou que es tracta d'un acte aïllat comès per un desequilibrat. En el transcurs dels tres anys que segueixen, la majoria de les persones que han assistit a aquest esdeveniment moren uns després dels altres de resultes de diversos accidents.
La periodista Lee Carter, també testimoni de l'homicidi de 1971, pensa que aquests «accidents» són en realitat assassinats disfressats: comparteix els seus temors amb el seu col·lega i amic Joe Frady, però no aconsegueix verdaderament convèncer-lo. Tanmateix, quan Lee és víctima al seu torn d'un «accident» fatal, Joe Frady, persuadit aleshores que la jove no s'equivocava, decideix, sense l'acord del seu redactor en cap, portar una investigació en profunditat...

## Repartiment
- Warren Beatty: Joseph Frady
- Hume Cronyn: Bill Rintels
- William Daniels: Austin Tucker
- Kenneth Mars: Will, antic agent de l'FBI
- Walter McGinn: Jack Younger
- Kelly Thordsen: Xèrif L.D. Wicker
- Jim Davis: Sen. John Hammond
- Bill McKinney: Parallax Assassin
- William Jordan: Ajudant de Tucker
- Edward Winter: Senador Jameson
- Earl Hindman: Diputat Red
- Bill Joyce: Senador Charles Carroll
- Stacy Keach Sr.: Comissionista 1
- Ford Rainey: Comissionista 2
- Jo Ann Harris: Chrissy